# Odznaka „Zasłużony Działacz Kultury”
Odznaka „Zasłużony Działacz Kultury” – polskie resortowe odznaczenie w formie odznaki, nadawanej w latach 1962–2005 osobom zasłużonym w tworzeniu, upowszechnianiu i ochronie kultury przez ministra właściwego do spraw kultury i ochrony dziedzictwa narodowego.
Odznaka została ustanowiona uchwałą Rady Ministrów z dnia 6 marca 1962 w sprawie ustanowienia odznaki „Zasłużony Działacz Kultury”. Wzór odznaki, tryb jej nadawania oraz sposobu wręczania i noszenia określił minister kultury i sztuki zarządzeniem z dnia 14 marca 1963. Wygląd i wymiary odznaki określone w tym zarządzeniu nie były później zmieniane, natomiast zmieniano zasady jej nadawania – rozporządzeniem Rady Ministrów z 10 września 1984, a następnie ustawą z 25 października 1991 o organizowaniu i prowadzeniu działalności kulturalnej (art. 7 ust. 1 tejże ustawy). Tryb i zasady nadawania odznaki Zasłużony Działacz Kultury oraz jej opis zostały ponownie unormowane przez rozporządzenie Rady Ministrów z 22 lutego 1993. Zgodnie z nim, odznaka była nadawana przez Ministra Kultury i Sztuki osobom wyróżniającym się w tworzeniu, upowszechnianiu i ochronie kultury.
Odznaka została zniesiona z dniem 2 sierpnia 2005 ustawą z 17 czerwca 2005 o zmianie ustawy o organizowaniu i prowadzeniu działalności kulturalnej oraz o zmianie ustawy o systemie oświaty, która zastąpiła odznakę „Zasłużony Działacz Kultury” nowym Medalem „Zasłużony Kulturze Gloria Artis”. Odznaki nadane przed wejściem w życie nowelizacji zachowały jednakże ważność.

## Opis odznaki
Odznaka ma kształt prostokąta o wymiarach 15 × 30 mm. Na licowej stronie odznaki znajdują się dwa kwadraty. W górnym kwadracie na białym tle jest umieszczony napis „Zasłużony Działacz Kultury”, a w kwadracie dolnym na czerwonym tle – stylizowana kolumna grecka. Odznaka jest wykonana z metalu koloru żółtego. Odznakę nosi się na prawej stronie piersi.